# バミンギ・バンゴラン州
バミンギ・バンゴラン州（フランス語: Bamingui-Bangoran、サンゴ語: Bamïngï-Bangoran）は、中央アフリカ共和国の州。国土の北部に位置し、北をチャドと接する。面積58,200km²、人口82,108人（2021年推計）。州都はンデレ。

## 歴史
1946年10月16日に設置されたンデレ自治区を前身とする。1961年1月23日、ンデレ自治区は州の下位区分である自治郡へ改編された。
1964年11月20日、ンデレ自治郡は州へ昇格し、バミンギ・バンゴラン州へ改称された。

## 産業
綿花の栽培が主要な産業となっている。また、キャッサバ、トウモロコシ、カボチャ、豆類等の農作物の生産も盛ん。州内には、石灰石の鉱床もある。

## 地理
州の内部には州名の由来となったバミンギ川とバンゴラン川が流れている。バミンギ川は県西の県境を北上し、チャドとの国境でグリビンギ川と合流してシャリ川に注いでいる。バミンギ・バンゴラン国立公園、マノヴォ＝グンダ・サン・フローリス国立公園はこの州に含まれている。なお、バミンギ・バンゴラン国立公園は1979年に生物圏保護区に登録されたが、2019年に申請により登録を撤回した。

## 隣接州
- バカガ州
- オート・コト州
- ワカ州
- ナナ・グリビジ州
- ウハム・ファファ州
- モワイヤン・シャリ州
- サラマト州

## 下位行政区画

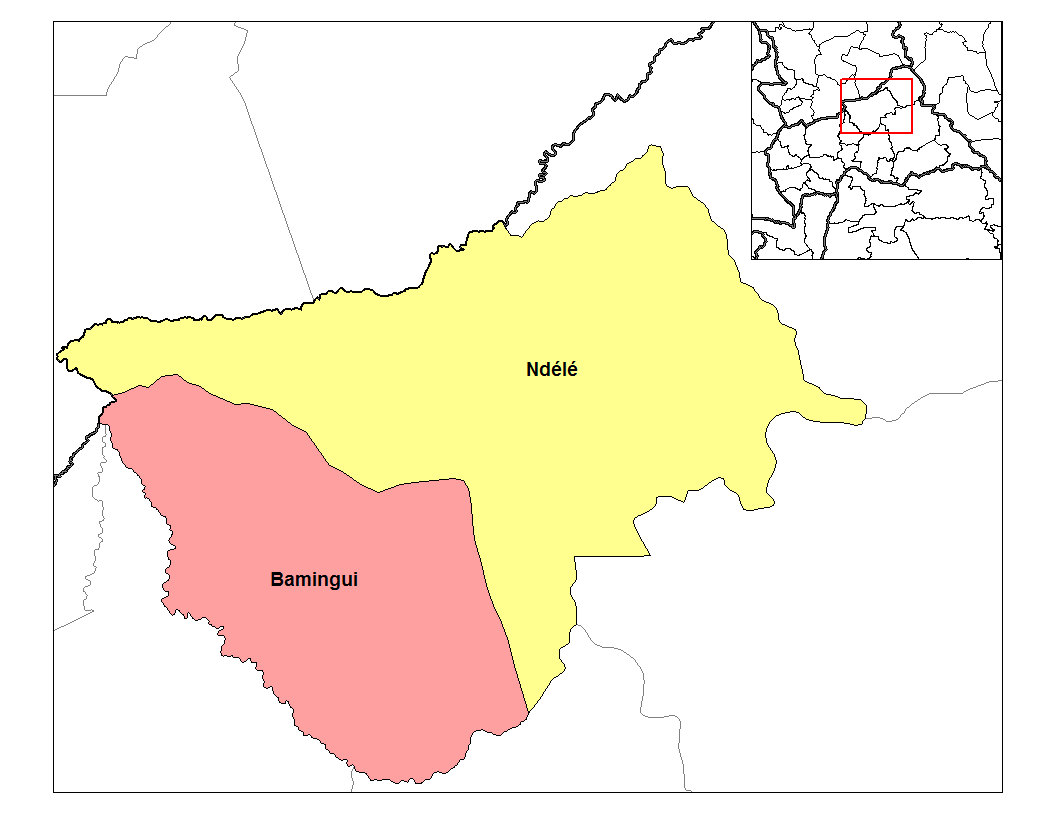
バミンギ・バンゴラン州の郡

2郡に分けられる。
- バミンギ（フランス語版）
- ンデレ